# Septimer (Rebsorte)
Die Weißweinsorte Septimer ist eine Neuzüchtung, die im Jahr 1927 (in der Literatur findet man gelegentlich auch das Jahr 1932) an der Landesanstalt für Rebenzüchtung in Alzey von Georg Scheu aus den Sorten Gewürztraminer und Müller-Thurgau gekreuzt wurde. Septimer ist damit direkt verwandt mit der Sorte Perle von Alzey. Die Angaben des Züchters zu den Kreuzungseltern konnten in der Zwischenzeit durch DNA-Analyse bestätigt werden.
Der Eintrag in die Sortenliste erfolgte 1971. Sie wurde inzwischen wegen ihrer weinbaulichen Mängel wieder zurückgezogen und ist kaum aus dem Stadium des Versuchsanbaus hinausgekommen. Trotzdem gibt es gelegentlich Anpflanzungen.

## Beschreibung
Septimer ist eine Varietät der Edlen Weinrebe (Vitis vinifera). Sie besitzt zwittrige Blüten und ist somit selbstfruchtend. Beim Weinbau wird der ökonomische Nachteil vermieden, keinen Ertrag liefernde, männliche Pflanzen anbauen zu müssen.
Die Septimer weist zwar ein hohes Mostgewicht, aber nur sehr geringe Säure und ein gewürztraminerähnliches Bouquet auf. Aus der gleichen Züchtungsreihe und dem gleichen Elternpaar entstand die Sorte Würzer.
Synonyme: Zuchtstammnummer ALZEY 3952

## Abstammung
Gewürztraminer × Müller-Thurgau